# 肺痈
肺痈是中医学中肺叶生疮，形成脓疡的一种病证。临床以咳嗽、胸痛、发热和吐痰腥臭，甚则咳吐脓血为特征。西医的肺脓肿、化脓性肺炎、支气管扩张合并感染等，均可参考本证辨证论治。

## 外部連結
- 肺癰 （页面存档备份，存于） 中藥方劑圖像數據庫 (香港浸會大學中醫藥學院) （中文）（英文）
- 肺膿腫 （页面存档备份，存于） 中藥方劑圖像數據庫 (香港浸會大學中醫藥學院) （中文）（英文）
- 支氣管擴張 （页面存档备份，存于） 中藥方劑圖像數據庫 (香港浸會大學中醫藥學院) （中文）（英文）
- 肺炎 （页面存档备份，存于） 中藥方劑圖像數據庫 (香港浸會大學中醫藥學院) （中文）（英文）